# Dendrobium devonianum
Dendrobium devonianum är en orkidéart som beskrevs av Joseph Paxton. Dendrobium devonianum ingår i släktet Dendrobium, och familjen orkidéer. Inga underarter finns listade i Catalogue of Life.

## Bildgalleri

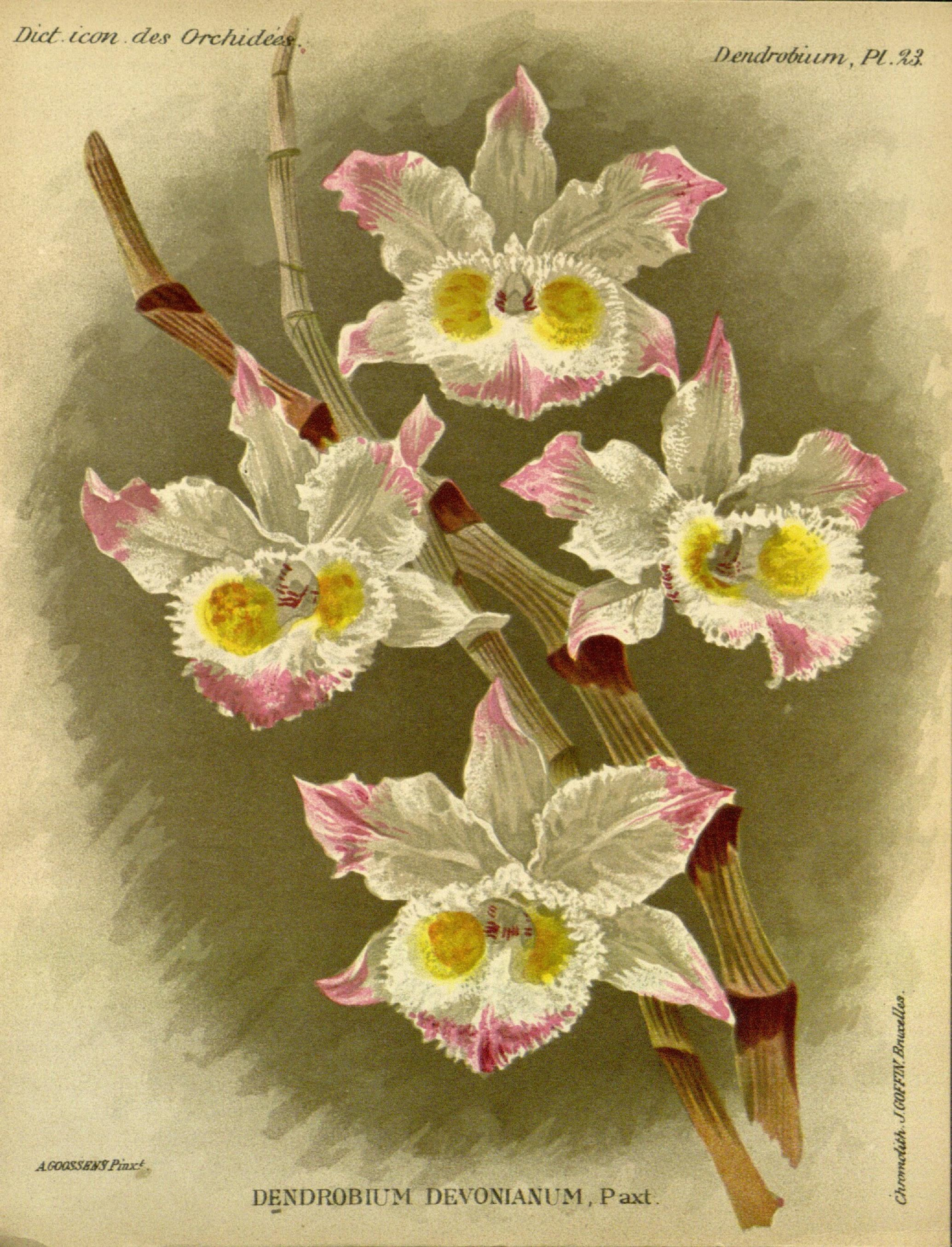